# ريان جاكسون (لاعب كرة قاعدة)
ريان جاكسون (بالإنجليزية: Ryan Jackson)‏ هو لاعب كرة قاعدة أمريكي، ولد في 15 نوفمبر 1971 في ميامي في الولايات المتحدة.

## وصلات خارجية
- ريان جاكسون على موقعبيزبول رفرنس.كوم (الدوري الرئيسي) (الإنجليزية)